# Bravasaurus
Bravasaurus – wymarły rodzaj dinozaura, zauropoda z grupy tytanozaurów.
Skamieniałości nieznanego dotychczas zwierzęcia znaleziono w północno-zachodniej Argentynie, w Andach w prowincji La Rioja, gdzie w okolicy Quebrada de Santo Domingo znajdują się czerwone osady piaskowców powstałe w kredzie późnej (kampan-mastrycht). Tworzą one formację Ciénaga del Río Huaco. Tam właśnie znaleziono trzy szkielety dinozaurów z grupy zauropodów, jak i liczne pozostałości dinozaurzych jaj, jedne z największych na świecie pozostałości gniazdowania. Okazało się, że znalezione skamieniałości należą do dwóch nieznanych jeszcze rodzajów tytanozaurów. Jednego z nich nazwano Punatitan, a drugiego, znalezionego 34 m nad spągiem formacji, Bravasaurus.
Nazwę rodzajową kreatorzy stworzyli, czerpiąc z nazwy jeziora Laguna Brava, od której, jak zauważyli, nazwę czerpie także Laguna Brava Provincial Park. W obrębie rodzaju umieścili pojedynczy gatunek, który nazwali Bravasaurus arrierosorum. Hechenleitner i inni odnoszą jego epitet gatunkowy do ludzi, którzy w XIX wieku przekroczyli Andy wraz z bydłem. Określono holotyp jako CRILAR-Pv 612 i paratyp jako CRILAR-Pv 613.
Bravasaurus był niewielkiej wielkości tytanozaurem. Osiągał podobne rozmiary co Neuquensaurus czy Magyarosaurus, ustępując licznym innym tytanozaurom. Do jego cech charakterystycznych należy budowa kości kwadratowej, kręgów, kości ramiennej i strzałkowej.
Przeprowadzono analizę filogenetyczną, która jako najbliższych krewnych Bravasaurus wskazała Gondwanatitan, Uberabatitan i Trigonosaurus.